# Hemilepistus elongatus
Hemilepistus elongatus är en kräftdjursart som först beskrevs av Brandt 1880.  Hemilepistus elongatus ingår i släktet Hemilepistus och familjen Trachelipodidae. Utöver nominatformen finns också underarten H. e. transcaspius.